# عبد العزيز عمر
عبد العزيز السيد عمر رئيس اللجنة العليا للانتخابات التشريعية في مصر عام 2010 ورئيس محكمة استئناف القاهرة عضو مجلس القضاء الأعلى.

## السيرة الذاتية
- مواليد : 18 / 9 / 1941 م.
- حاصل على الليسانس في الحقوق عام 1961 م جامعة عين شمس.
- حاصل على دبلوم الدراسات الإسلامية العليا في الشريعة من جامعة الأسكندرية عام 1977
- 16 / 9 / 1961، عين معاون نيابة بالنيابة العامة.
- 3 / 10 / 1962، عين مساعد نيابة بالنيابة العامة.
- 9 / 10 / 1963، عين وكيل نيابة بالنيابة العامة.
- 12 / 7 / 1970، عين وكيل نيابة بالنيابة العامة من الفئة الممتازة.
- 31 / 8 / 1974، عين قاضياً بالمحاكم الابتدائية.
- 7 / 9 / 1976، عين رئيس محكمة من الفئة (ب) بالمحكمة.
- 29 / 8 / 1978، عين رئيس محكمة من الفئة (أ) بالمحكمة.

تقاعد في يوليو 2011 وتولي رئاسة محكمة استئناف القاهرة من بعده المستشار عبد المعز إبراهيم.

## علاقته بالرئيس السابقمبارك
في تشرين الأول/أكتوبر 2010، عيّن الرئيس السابق مبارك عبد العزيز عمر ليحلّ مكان انتصار نسيم في رئاسة اللجنة العليا للانتخابات، متولّياً، في الوقت نفسه، منصب رئيس محكمة استئناف القاهرة. وترأّس عمر اللجنة، المكلّفة الإشراف على الانتخابات البرلمانية التي شهدت عمليات تزوير واسعة لصالح الحزب الوطني.
بعد فترة قصيرة من تولّيه منصبَه، حذّر عمر الأحزاب من أن استخدام الشعارات الدينية في برامج حملاتها الانتخابية قد يؤدّي إلى استبعاد مرشّحيها. بيد أن تحذيره هذا اعُتبِر موجّهاً بشكل مباشر إلى جماعة الإخوان المسلمين التي كانت اختارت جملة الإسلام هو الحلّ شعاراً لحملتها.
وكان أنصار فكرة الإشراف القضائي المستقلّ على الانتخابات تخوّفوا من ملاحظات نُسِبَت إلى عمر في مقابلة معه نشرتها صحيفة الشروق المستقلة في تشرين الأول/أكتوبر 2010، نُقل فيها عنه قوله أن النظام يتحكّم بتعيين أعضاء اللجان الفرعية المكلّفة الإشراف على مراكز الاقتراع وعملية فرز الأصوات. إلا أن عمر أنكر هذا التصريح، متّهماً الشروق بتشويه كلامه، ونفى أن الحكومة تمارس نفوذاً مفرطاً على اللجان الفرعية، مُصرّاً على أن اللجنة العليا للانتخابات هيئة محايدة سياسياً. وعلى أثر ملاحظات عمر هذه، عيّنت اللجنة متحدّثاً باسمها في محاولة واضحة لتنظيم بيانات أعضائها الرسمية إلى الإعلام,
أقام أحمد صالح عثمان، المرشح المستقل بدائرة سيدى جابر في انتخابات 2010،دعوى قضائية يطالب فيها بعزل المستشار السيد عبد العزيز عمر من رئاسة اللجنة العليا للانتخابات، وتعيين أحد قضاة مجلس الدولة بدلا منه، نظرا لوجود مانع أدبى يتمثل في صلة القرابة التي تربطه بالرئيس مبارك، بصفته رئيس الحزب الوطني، أحد الأحزاب التي تتنافس على الفوز بأغلبية مقاعد مجلس الشعب. وجدير بالذكر أن المستشار السيد عبد العزيز عمر ابن خالة الرئيس السابق
وقال عثمان في الدعوى: إن من شأن القرابة التي تجمع رئيس اللجنة والرئيس مبارك، أن تقف حجر عثرة دون سريان العملية الانتخابية بالشكل
القانونى وطالبت الدعوى بوقف الانتخابات، لوجود شبه عدم دستورية الإجراءات التي تمت على أساسها، ومنها أن المدة المحددة بين فتح باب الترشيح
وإغلاقه التي نصت المادة الثانية من قانون مباشرة الحقوق السياسية بأنها 45 يوماً، قلصتها اللجنة إلى 25 يوما
وبعد ثورة 25 يناير قام عبد العزيز عمر بإحالة قضايا فساد رموز النظام السابق وقتل المتظاهرين إلى دوائر معينة، خاصةً دائرة المستشار عادل عبد السلام جمعة، والتي تُلاحقه بلاغات بالفساد أمام النائب العام